# Scarabaeus bohemani
Scarabaeus bohemani är en skalbaggsart som beskrevs av Edgar von Harold 1868. Scarabaeus bohemani ingår i släktet Scarabaeus och familjen bladhorningar. Inga underarter finns listade i Catalogue of Life.